# Komet Kowal-Mrkos
Komet Kowal-Mrkos  ali 143P/Kowal-Mrkos  je komet, ki sta ga odkrila ameriški astronom Charles Thomas Kowal (rojen 1940) in češki astronom Antonín Mrkos (1918 – 1996). 

## Odkritje[1]
Komet je opazil Charles Thomas Kowal (na Observatoriju Palomar v Kaliforniji, ZDA) v septembru 1984, ko je pregledoval stare fotografske plošče. Opazil je, da ima telo na posnetku, ki ga je naredil 23. marca 1984 rep. Kowal je ocenil, da ima novo odkriti komet magnitudo 15. Marsden je kmalu ugotovil, da je to isto telo kot ga je našel Antonín Mrkos (na Observatoriju Klet, Češka ) na plošči 2. maja 1984 in je dobilo oznako 1984 JD. Mrkos je bil prepričan, da je odkril asteroid, njegovo magnitudo je ocenil na 16.  Na prvem posnetku je bilo telo podobno zvezdi, na drugem pa je bilo bolj razmazano.